# Cystirete graefei
Cystirete graefei is een platworm (Platyhelminthes). De worm is tweeslachtig. De soort leeft in het zoute water.
Het geslacht Cystirete, waarin de platworm wordt geplaatst, wordt tot de familie Cystiplanidae gerekend. De wetenschappelijke naam van de soort werd voor het eerst geldig gepubliceerd in 1965 door Brunet.